# Valea Dicescu
Valea Dicescu este un cartier din sectorul Centru, municipiul Chișinău, Republica Moldova. Acesta este situat în partea de est a parcului Valea Morilor. Principalele artere sunt străzile: Șoseaua Hîncești și Viilor. 

## Legături externe
- Zona Valea Dicescu pe Wikimapia.org
- Chișinău, etapele devenirii urbane (1436 - 1812) Arhivat în 18 martie 2015, la Wayback Machine. pe Istoria.md